# Инклюзивный райдер

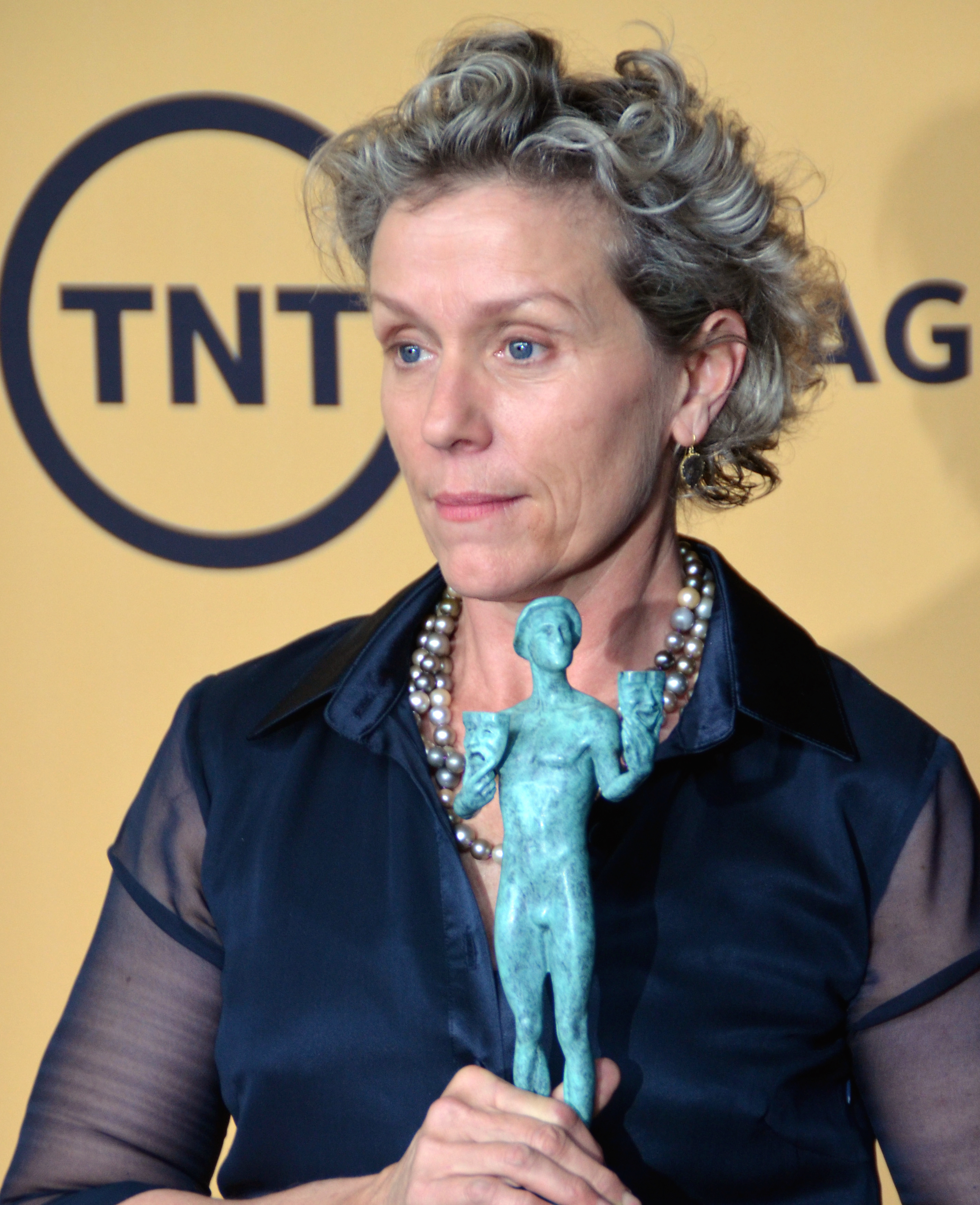
Американская актриса Фрэнсис Макдорманд, упомянувшая инклюзивный райдер во время своей речи на церемонии Оскар в 2018 году

Инклюзи́вный ра́йдер (от англ. inclusion rider; дословно — инклюзивное заключение) — условие, которое может быть добавлено в актёрский контракт, требующее соответствия картины определённым критериям освещения человеческого разнообразия на экране. Инклюзивный райдер может включать в себя: равное соотношение мужчин и женщин, не менее 40 % представителей этнических меньшинств, пять процентов представителей ЛГБТ и 20 % людей с инвалидностью.

## Происхождение и распространение термина
Термин был придуман профессором Университета Южной Калифорнии Стэйси Смит и гражданской активисткой Капланой Котагал. Особую популярность обрёл в марте 2018 года, когда актриса Фрэнсис Макдорманд, во время получения премии Оскар, закончила свою речь словами:

«У меня есть два слова с которыми мне хотелось бы покинуть вас, леди и джентльмены: инклюзивный райдер».
— Frances McDormand Oscars speech in full: Best Acress winner calls on female actors to demand 'inclusion riders', independent.co.uk
В ночь проведения церемонии, слово «inclusion» стало наиболее просматриваемым в веб-версии словаря Merriam-Webster, «rider» же заняло пятую позицию.